# 紐漢堡站
紐漢堡站（英語：New Hamburg station）是美國大都會北方鐵路哈德遜線上的一個車站，服務紐約州的瓦平格爾福爾斯和波啟浦夕眾居民。

## 歷史
紐漢堡站是少數關閉後重啟的大都會北方鐵路車站，原有的車站於1962年被紐約中央鐵路關閉，其後在紐約大都會運輸署接管鐵路後，於1981年獲重啟。

## 外部連結
- 维基共享资源上的相關多媒體資源：紐漢堡站
- 大都會北方鐵路－紐漢堡 （页面存档备份，存于）